# Schererhaus

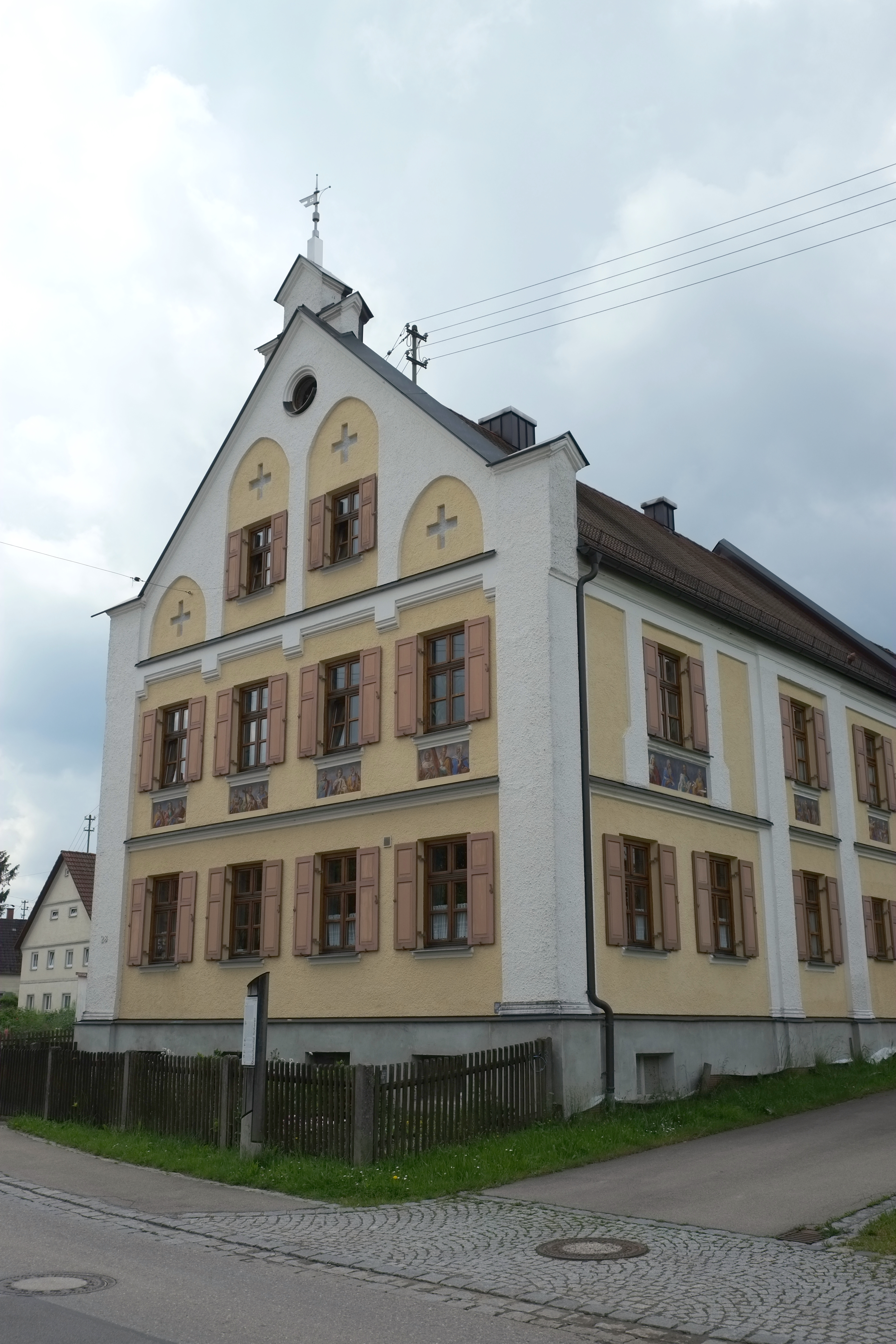
Schererhaus in Ettelried

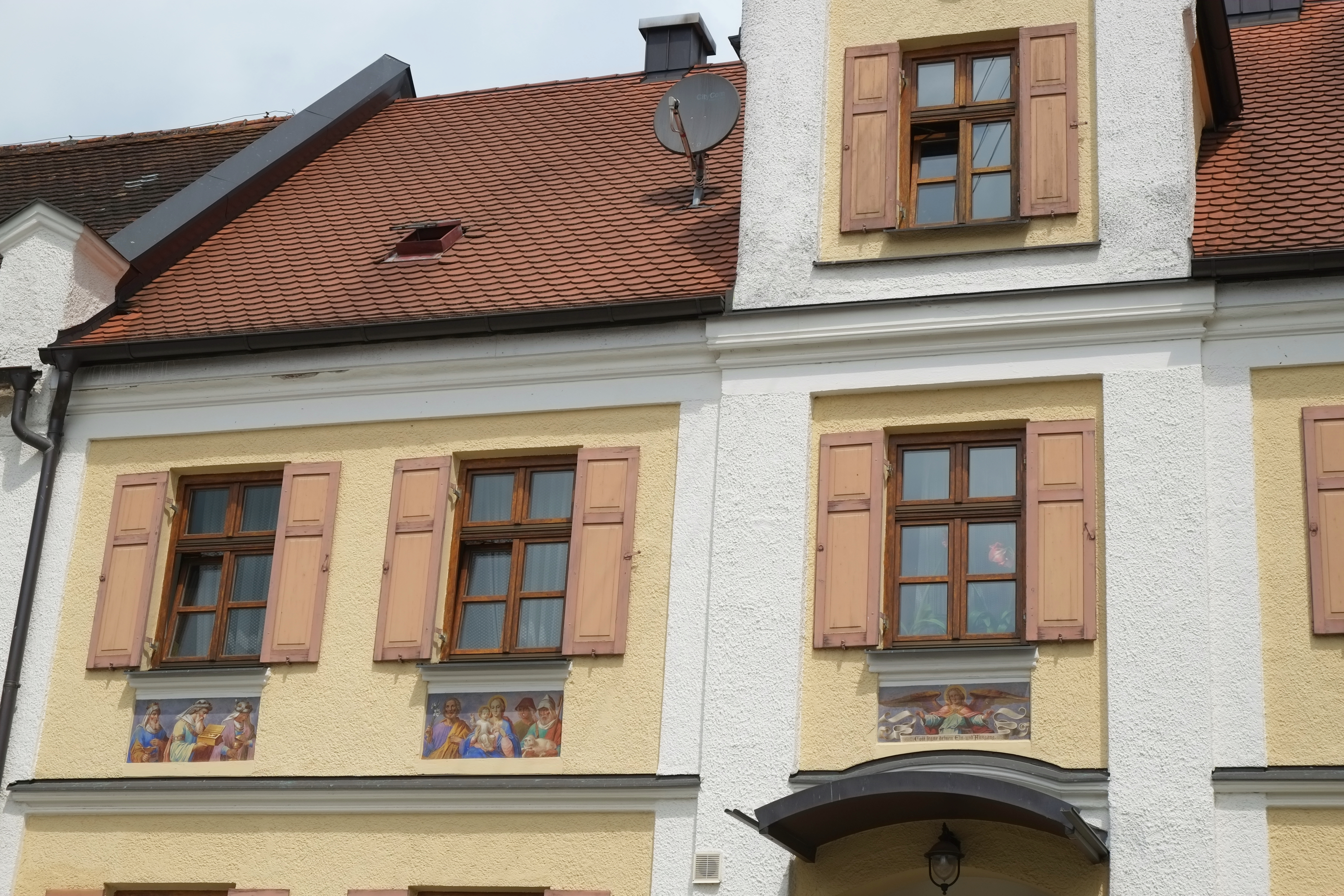
Südseite mit Zwerchgiebel

Das sogenannte Schererhaus in Ettelried, einem Ortsteil der Gemeinde Dinkelscherben im schwäbischen Landkreis Augsburg, wurde 1876 errichtet. Das Gebäude an der Von-Schnurbein-Straße 28 ist ein geschütztes Baudenkmal.

## Beschreibung
Das zweigeschossige Gebäude mit Satteldach ist das Stammhaus der Malerfamilie Scherer. An der Südseite befindet sich ein getreppter Zwerchgiebel. Der Straßengiebel ist besonders dekorativ gestaltet. An der gesamten Fassade sind Malereien mit biblischen Szenen zu sehen, die wohl von Joseph Scherer stammen.

## Malereien mit biblischen Szenen

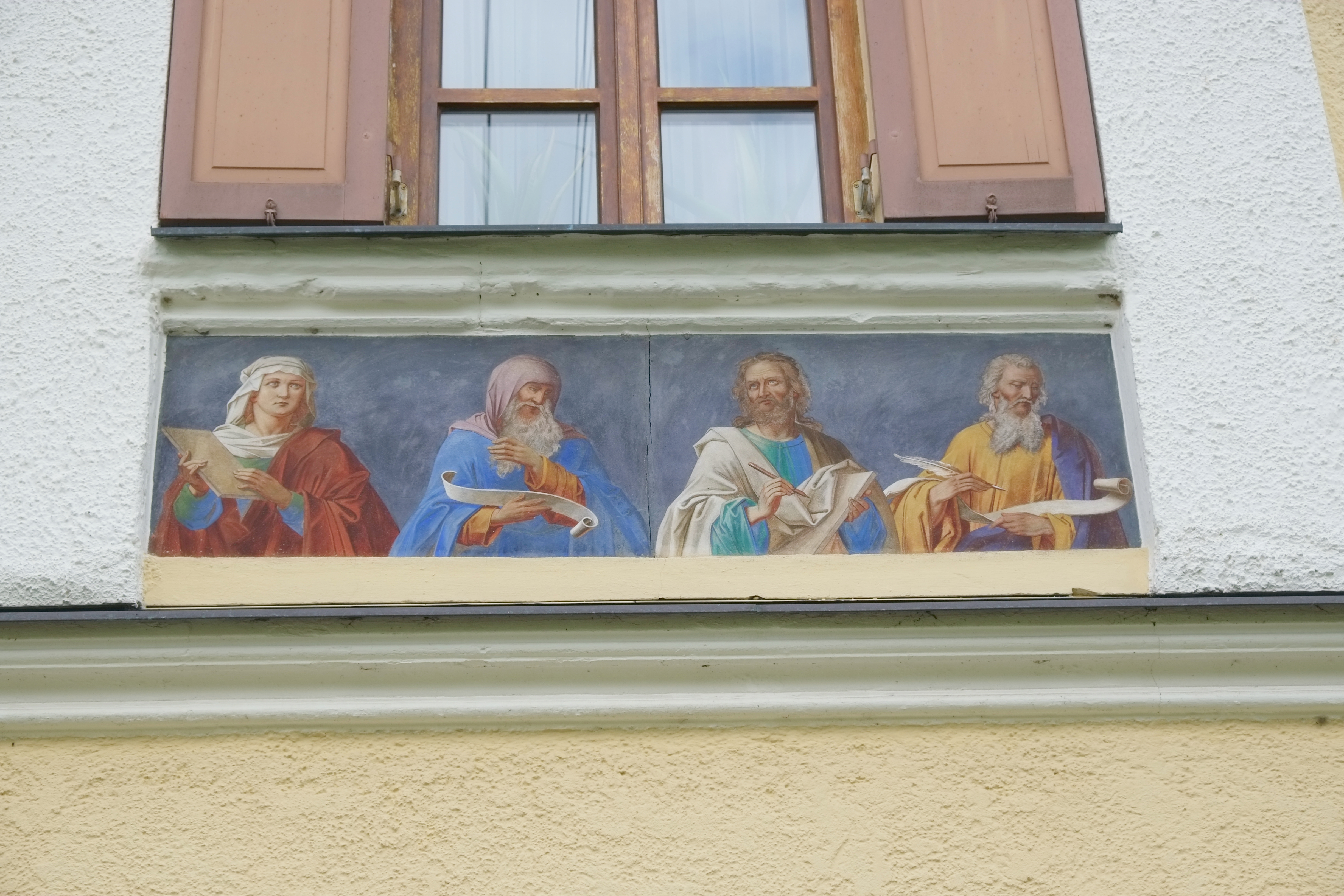
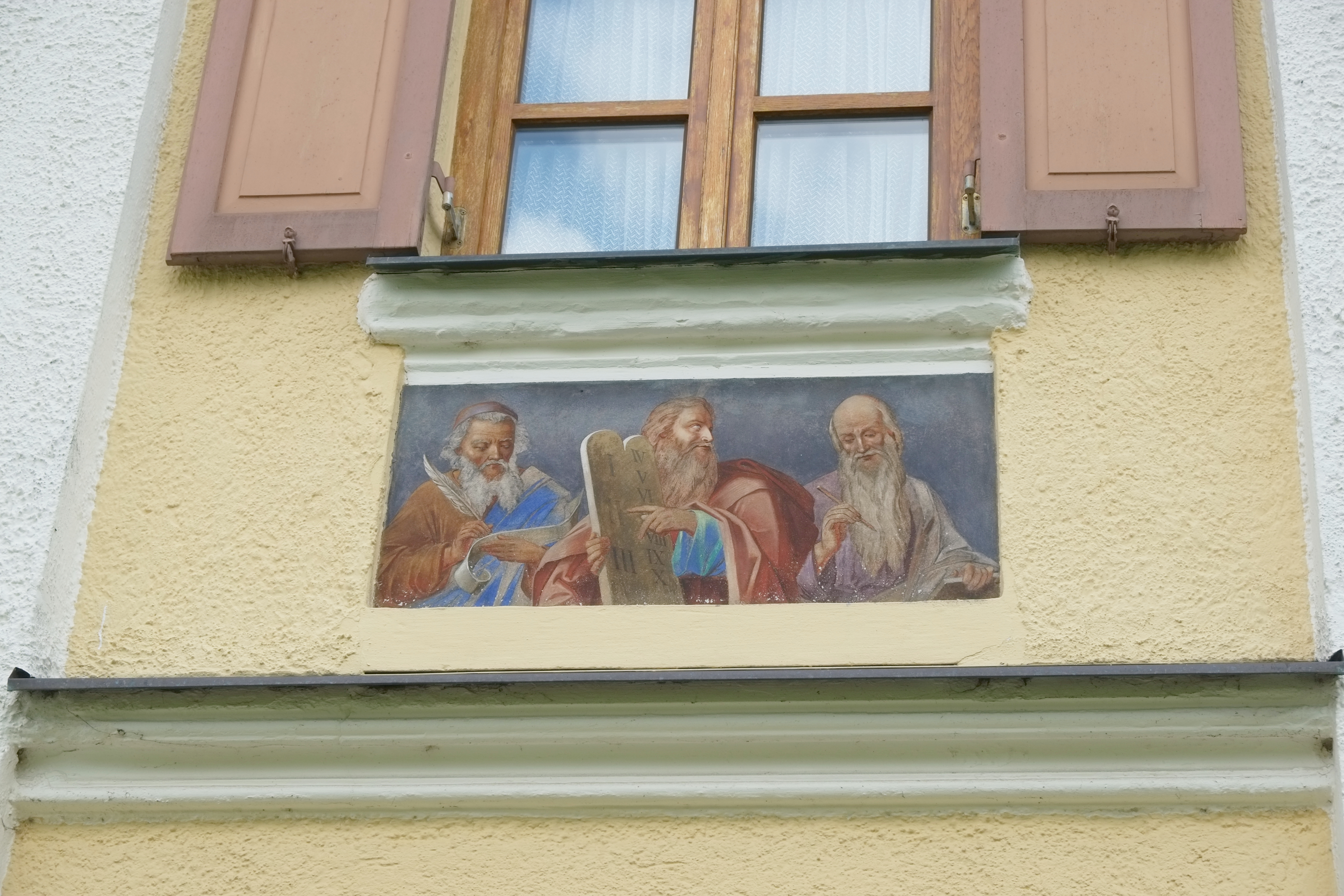
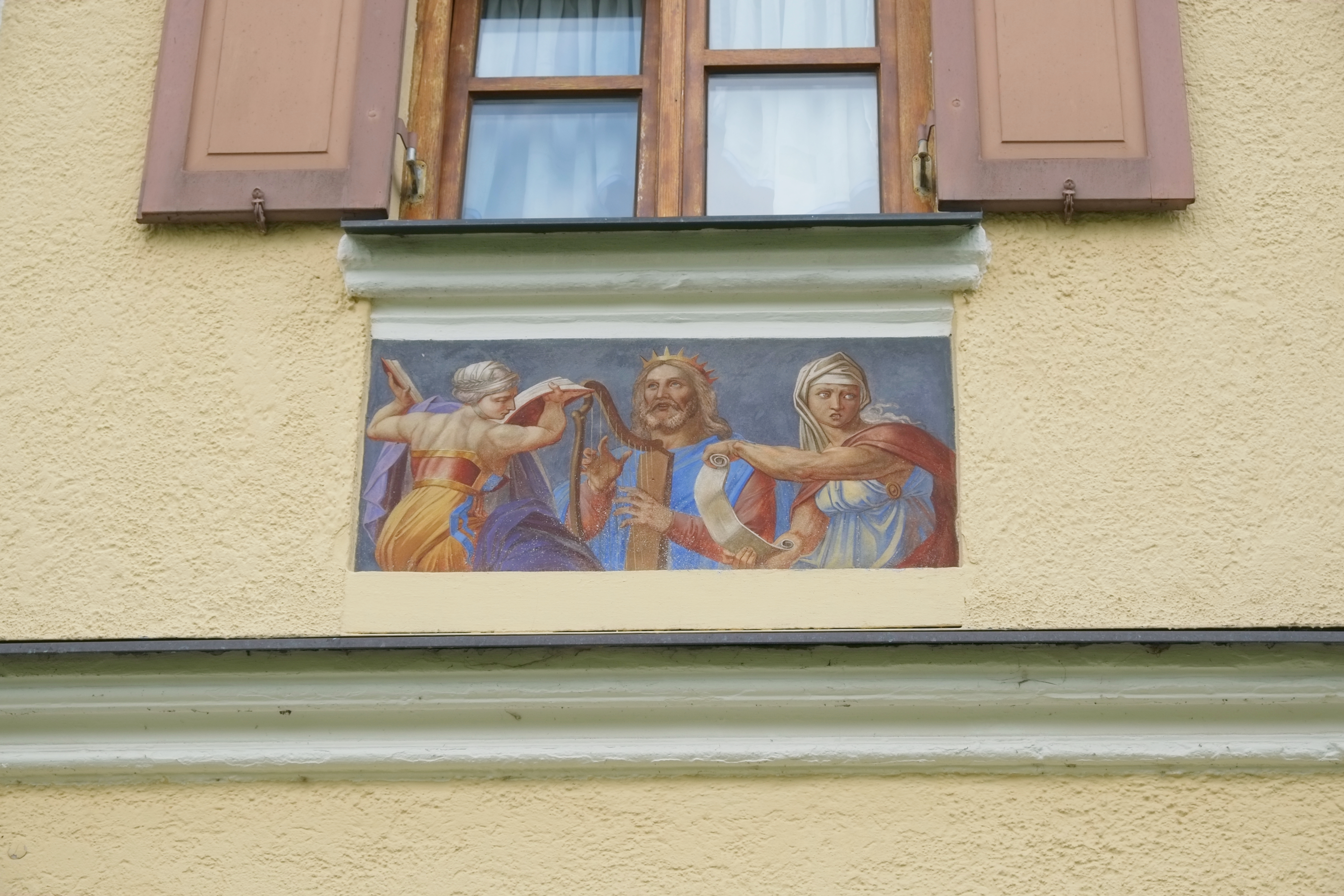
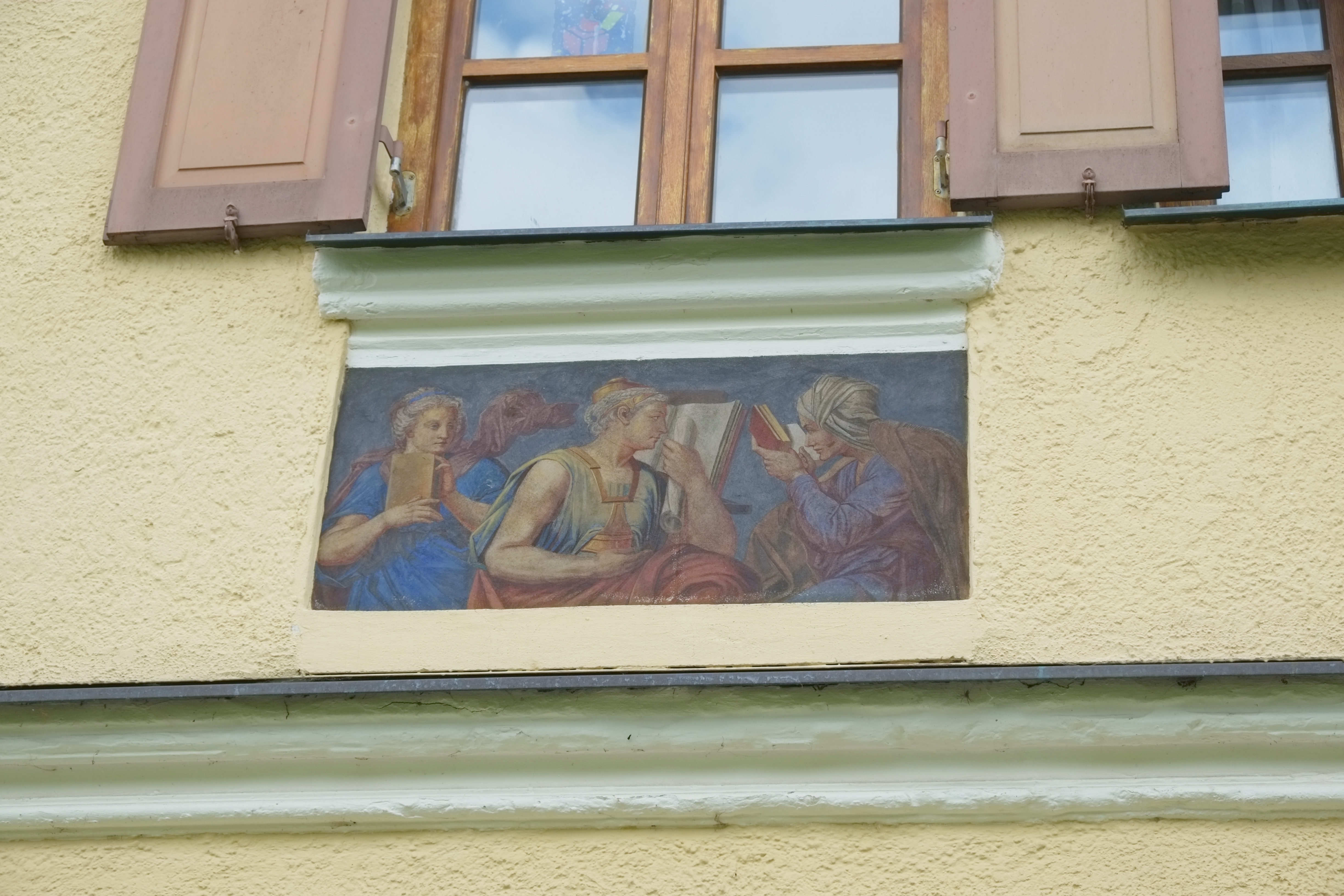